# Hong Kong Tennis Open 2016
Hong Kong Tennis Open 2016, oficiálně se jménem sponzora Prudential Hong Kong Tennis Open 2016, byl tenisový turnaj pořádaný jako součást ženského okruhu WTA Tour, který se hrál na otevřených dvorcích s tvrdým povrchem Plexipave v místním tenisovém klubu. Probíhal mezi 8. až 16. říjnem 2016 v čínském Hongkongu. Od svého založení v roce 1980 představoval sedmý ročník události.
Turnaj s rozpočtem 250 000 dolarů patřil do kategorie WTA International Tournaments. Nejvýše nasazenou hráčkou ve dvouhře se opět stala světová jednička Angelique Kerberová z Německa, jíž ve čtvrtfinále vyřadila Australanka Darja Gavrilovová . Jako poslední přímá účastnice do dvouhry nastoupila 113. hráčka žebříčku Risa Ozakiová z Japonska.
Dvacátou pátou singlovou trofej vybojovala Dánka Caroline Wozniacká, která se tak vrátila do elitní světové dvacítky. Devátý společný titul ze čtyřhry si připsal pár tchajwanských sester Chao-čching a Jung-žan Čanových.

## Distribuce bodů a finančních odměn

### Distribuce bodů
| Soutěž  | vítězky | finalistky | semifinalistky | čtvrtfinalistky | 16 v kole | 32 v kole | Q  | Q2 | Q1 |
| ------- | ------- | ---------- | -------------- | --------------- | --------- | --------- | -- | -- | -- |
| dvouhra | 280     | 180        | 110            | 60              | 30        | 1         | 18 | 12 | 1  |
| čtyřhra | 280     | 180        | 110            | 60              | 1         | —         | —  | —  | —  |

### Finanční odměny
| Soutěž                              | vítězky | finalistky | semifinalistky | čtvrtfinalistky | 16 v kole | 32 v kole | Q2     | Q1   |
| ----------------------------------- | ------- | ---------- | -------------- | --------------- | --------- | --------- | ------ | ---- |
| dvouhra                             | $43 000 | $21 400    | $11 500        | $6 175          | $3 400    | $2 100    | $1 020 | $600 |
| čtyřhra                             | $12 300 | $6 400     | $3 435         | $1 820          | $960      | —         | —      | —    |
| částka ve čtyřhře je uvedena na pár |         |            |                |                 |           |           |        |      |

## Ženská dvouhra

### Nasazení
| Stát                         | Hráčka              | WTA | Nasazení |
| ---------------------------- | ------------------- | --- | -------- |
| Německo                      | Angelique Kerberová | 1.  | 1.       |
| USA                          | Venus Williamsová   | 13. | 2.       |
| Spojené království           | Johanna Kontaová    | 14. | 3.       |
| Austrálie                    | Samantha Stosurová  | 18. | 4.       |
| Dánsko                       | Caroline Wozniacká  | 22. | 5.       |
| Francie                      | Caroline Garciaová  | 25. | 6.       |
| Srbsko                       | Jelena Jankovićová  | 37. | 7.       |
| Austrálie                    | Darja Gavrilovová   | 49. | 8.       |
| Žebříček WTA k 3. říjnu 2016 |                     |     |          |

### Jiné formy účasti
Následující hráčky obdržely divokou kartu do hlavní soutěže:
- Başak Eraydınová
- Lee Ya-hsuan
- Čang Ling

Následující hráčky postoupily z kvalifikace:
- Marina Erakovicová
- Dalila Jakupovićová
- Aleksandra Krunićová
- Luksika Kumkhumová
- Tereza Martincová
- Ču Lin

### Odhlášení
před zahájením turnaje
- Mariana Duqueová Mariñová → nahradila ji Risa Ozakiová
- Kristína Kučová → nahradila ji Bethanie Matteková-Sandsová
- Yanina Wickmayerová → nahradila ji Maria Sakkariová

## Ženská čtyřhra

### Nasazení
| Stát                                                                     | Hráčka            | Stát             | Hráčka                | WTA  | Nasazení |
| ------------------------------------------------------------------------ | ----------------- | ---------------- | --------------------- | ---- | -------- |
| Čínská Tchaj-pej                                                         | Čan Chao-čching   | Čínská Tchaj-pej | Čan Jung-žan          | 18.  | 1.       |
| Slovinsko                                                                | Andreja Klepačová | Slovinsko        | Katarina Srebotniková | 54.  | 2.       |
| Čína                                                                     | Liang Čchen       | Čína             | Jang Čao-süan         | 98.  | 3.       |
| Japonsko                                                                 | Šúko Aojamová     | Japonsko         | Makoto Ninomijová     | 114. | 4.       |
| Žebříček WTA k 3. říjnu 2016; číslo je součtem umístění obou členek páru |                   |                  |                       |      |          |

### Jiné formy účasti
Následující páry obdržely divokou kartu do hlavní soutěže:
- Ng Kwan Yau /  Čeng Saj-saj
- Eudice Čchung /  Katherine Ipová

## Přehled finále

### Ženská dvouhra
- Caroline Wozniacká vs.  Kristina Mladenovicová, 6–1, 6–7(4–7), 6–2

### Ženská čtyřhra
- Čan Chao-čching /  Čan Jung-žan vs.  Naomi Broadyová /  Heather Watsonová, 6–3, 6–1